# Пауэлл, Джон (композитор)
Джон Па́уэлл (англ. John Powell; род. 18 сентября 1963, Лондон, Великобритания) — британский композитор и дирижёр. Написал музыку к большому числу художественных и анимационных фильмов. Также является автором аудиосопровождения нескольких телевизионных проектов и рекламных роликов.

## Биография
Джон Пауэлл родился 18 сентября 1963 года в Лондоне. В семь лет он стал учиться на классическую скрипку. Маленькому Джону так понравилась эта специальность, что ему не хотелось заниматься чем-то другим. Он даже не слушал другую музыку. В тринадцать лет Джон всерьёз заинтересовался музыкой 1960-х годов, и стал пробовать себя в нескольких жанрах от джаза до рок-н-ролла. Некоторое время он был участником английского джаз банда «The Fabulistics». Несмотря на то, что любимыми композиторами Джона были классики Арам Хачатурян и Ян Сибелиус, он любил послушать «Motown» и музыку «Stax soul» шестидесятых годов.
В восемнадцать лет Джон Пауэлл переключился со скрипки на альт, чтобы поступить в лондонский музыкальный колледж «Тринити» (Trinity College of Music). За время его блестящей учёбы в «Тринити» он был отмечен наградами, среди которых «Hawkes Bursary Music awards».
В 1988 году Джон Пауэлл стал писать музыку для рекламы и телевидения. С этого времени началась его карьера, как композитора. Коммерческими проектами Пауэлла являлись известные рекламы «BMW», «Coca-Cola», «Ford», «Sega».
В процессе работы Джон сотрудничал с известными композиторами кино Хансом Циммером и Патриком Дойлом. Первый художественный фильм, в котором он участвовал — «На запад». Совместно с Патриком Дойлом было создано музыкальное сопровождение. Также Джон помогал Хансу Циммеру в производстве фильма «Белый Клык». Независимо от этого Джон Пауэлл написал музыку к фильмам «The Tourist» и «Salinas», а также участвовал в телевизионных проектах «The Vanishing Rembrandts» и «Stay Lucky».

## Широко известные работы
В 1997 году Джон Пауэлл переехал в Лос-Анджелес. Здесь он снова стал сотрудничать с Хансом Циммером в его студии «Media Venturies», ставшей впоследствии «Remote Control Productions» — частной компанией по производству музыки к фильмам и компьютерным играм. Вскоре Джон начал работать в двух проектах на телевидении совместно с компанией «DreamWorks SKG» во втором сезоне криминальной драмы Стивена Спилберга «High Incident» и пилотная версия «For The People».
Всемирную известность Пауэлл приобрёл благодаря своей запоминающейся музыке к фильму с участием Николаса Кейджа и Джона Траволты «Без лица» (Face/Off). Затем он написал романтическое и слегка ироничное музыкальное сопровождение к комедии «Силы природы», где снимались Бен Аффлек и Сандра Буллок. Для мультфильма «Муравей Антц» (Antz) студии «DreamWorks», который озвучивали Вуди Аллен и Шэрон Стоун, Пауэлл создал музыкальное ассорти из джаза, латиноамериканского и классического стиля с очень красивой темой. Затем последовал фильм «Выносливость» (Endurance), сопродюсером которого был Терренс Малик. В фильме, в котором почти нет слов, музыка Пауэлла заменяет собой диалоги, рассказывая о радостях, достоинстве и борьбе главного героя. Зрители и кинокритики высоко оценили музыку Джона Пауэлла к мультфильму «Шрек», а также к фильму «Я — Сэм».
К трёхмерному мультфильму «Вольт» (Bolt) Пауэлл написал практически все темы, от детской почти колыбельной увертюры в начале фильма до мощной смеси симфонической и компьютерной музыки в баталиях.

## Фильмография

### 1980-е годы
1989
- Stay Lucky (Stay Lucky)

### 1990-е годы
1994
- Escarpins sauvages (Escarpins sauvages, Les)

1996
- Je suis ton châtiment (Je suis ton châtiment)

1997
- Без лица (Face/Off)
- High Incident (High Incident)

1998
- Муравей Антц (Antz) (совместно с Гарри Грегсон-Уильямсом)
- С друзьями как эти… (With Friends Like These…)
- Human Bomb (Human Bomb)

1999
- Фактор холода (Chill Factor)
- Силы природы (Forces of Nature)
- Выносливость (Endurance)

### 2000-е годы
2000
- Побег из курятника (Chicken Run) (совместно с Гарри Грегсон-Уильямсом)
- Дорога на Эльдорадо (The Road to El Dorado) (совместно с Хансом Циммером)

2001
- Я — Сэм (I Am Sam)
- Крысиные бега (Rat Race)
- Эволюция (Evolution)
- Шрек (Shrek) (совместно с Гарри Грегсон-Уильямсом)
- Пришельцы в Америке (Just Visiting)

2002
- Любовь с уведомлением (Two Weeks Notice)
- Приключения Плуто Нэша (The Adventures of Pluto Nash)
- Барабанная дробь (Drumline)
- Идентификация Борна (The Bourne Identity)
- Детоксикация (D-Tox)
- Фубар (FUBAR)

2003
- Час расплаты (Paycheck)
- Джильи (Gigli)
- Ограбление по-итальянски (фильм, 2003) (The Italian Job)
- Агент Коди Бэнкс (Agent Cody Banks)
- Похищение Синатры (Stealing Sinatra)

2004
- Красавчик Алфи, или Чего хотят мужчины (Alfie)
- Мистер 3000 (Mr 3000)
- Превосходство Борна (The Bourne Supremacy)

2005
- Aunt Fanny's Tour of Booty (Aunt Fanny’s Tour of Booty)
- Мистер и миссис Смит (Mr. & Mrs. Smith)
- Роботы (Robots)
- Будь круче! (Be Cool)

2006
- Делай ноги (Happy Feet)
- Люди Икс: Последняя битва (X-Men: The Last Stand)
- Потерянный рейс (United 93)
- Ледниковый период 2: Глобальное потепление (Ice Age: The Meltdown)

2007
- P.S. Я люблю тебя (P.S. I Love You)
- Ультиматум Борна (The Bourne Ultimatum)

2008
- Вольт (Bolt)
- Хэнкок (Hancock)
- Кунг-фу панда (Kung Fu Panda) (совместно с Хансом Циммером)
- Война по принуждению (Stop-Loss)
- Хортон (Horton Hears a Who!)
- Телепорт (Jumper)

2009
- Ледниковый период 3: Эра динозавров (Ice Age: Dawn of the Dinosaurs )

### 2010-е годы
2010
- Рыцарь дня (Knight & Day)
- Не брать живым (Green Zone)
- Как приручить дракона (How to Train Your Dragon)

2011
- Рио (Rio)
- Делай ноги 2 (Happy Feet 2)
- Тайна красной планеты (Mars Needs Moms)
- Кунг-фу панда 2 (Kung Fu Panda 2)

2012
- Ледниковый период 4: Континентальный дрейф (Ice Age: Continental Drift )
- Лоракс (The Lorax)

2014
- Как приручить дракона 2 (How to train Your Dragon 2)
- Рио 2 (Rio 2)

2015
- Пэн: Путешествие в Нетландию (Pan)

2017
- Фердинанд (Ferdinand)

2018
- Хан Соло. Звёздные войны: Истории (Solo: A Star Wars Story)

2019
- Как приручить дракона 3 (How to Train Your Dragon: The Hidden World)

### 2020-е годы
2020
- Зов предков (The Call of the Wild)

2021
- Локдаун (Locked Down)

## Награды и номинации

### Награды
- 1998 ASCAP Award — (Без лица)
- 1999 «ASCAP Award» — (Муравей Антц) (вместе с Гарри Грегсон-Уильямсом)
- 2001 «ASCAP Award» — (Побег из курятника) (вместе с Хансом Циммером)
- 2001 «Энни» — (Шрек) (вместе с Гарри Грегсон-Уильямсом)
- 2002 «ASCAP Award» — (Шрек) (вместе с Гарри Грегсон-Уильямсом)
- 2003 «ASCAP Award» — (Идентификация Борна)
- 2004 «ASCAP Award» — (Ограбление по-итальянски (фильм, 2003))
- 2005 «ASCAP Award» — (Превосходство Борна)
- 2006 «ASCAP Award» — (Мистер и миссис Смит)
- 2006 «ASCAP Award» — (Роботы)
- 2009 «Энни» — (Кунг-фу панда) (вместе с Хансом Циммером)
- 2009 «Энни» — (Секреты неистовой пятёрки) (вместе с Генри Джекманом и Хансом Циммером)
- 2011 «Энни» — (Как приручить дракона)
- 2011 «IFMCA» — (Как приручить дракона)

### Номинации
- 1998 «Сатурн» — (Без лица)
- 1999 «Энни» — (Муравей Антц) (вместе с Гарри Грегсон-Уильямсом)
- 2000 «Энни» — (Дорога на Эльдорадо) (вместе с Хансом Циммером, Тимом Райсом и Элтоном Джоном)
- 2001 «Сатурн» — (Дорога на Эльдорадо) (вместе с Хансом Циммером)
- 2001 «Phoenix Film Critics Society Awards» — (Побег из курятника) (вместе с Гарри Грегсон-Уильямсом)
- 2002 «Премия BAFTA за лучшую музыку к фильму» — (Шрек) (вместе с Гарри Грегсон-Уильямсом)
- 2002 «Сатурн» — (Шрек) (вместе с Гарри Грегсон-Уильямсом))
- 2005 «Спутник» — (Красавчик Алфи, или Чего хотят мужчины) (вместе с Дэйвом Стюартом и Миком Джаггером)
- 2007 «Сатурн» — (Люди Икс: Последняя битва)
- 2007 «Энни» — (Ледниковый период 2: Глобальное потепление)
- 2007 «BAFTA» — (Делай ноги)
- 2008 «Грэмми» — (Делай ноги)
- 2008 «Спутник» — (Хортон)
- 2008 «Сатурн» — (Ультиматум Борна)
- 2009 «Сатурн» — (Телепорт)
- 2009 «Энни» — (Хортон)
- 2010 «Энни» — (Ледниковый период 3: Эра динозавров)
- 2011 «Сатурн» — (Как приручить дракона)
- 2011 «BAFTA» — (Как приручить дракона)
- 2011 «Оскар» — (Как приручить дракона)